# Django (personagem)
Django foi um dos mais famosos personagens do chamado western spaghetti, filmes de baixo orçamento produzidos na Itália, mas tendo como cenário o oeste dos Estados Unidos. Era um personagem extremamente violento para os padrões vigentes na década de 1960. 
Criado originariamente pelo ator Franco Nero no filme homônimo do diretor Sergio Corbucci, de grande sucesso no mundo todo, foi revivido por vários outros atores em seqüências de pior qualidade. 
Algumas de suas cenas podem ser reconhecidas em filmes posteriores de Quentin Tarantino, notoriamente uma cena em que o personagem corta a orelha de outro, em Reservoir Dogs e no filme que concorreu ao Oscar em 2013, Django Unchained.

## Django
Django é um western spaghetti de 1966 dirigido por Sergio Corbucci, estrelado por Franco Nero como Django (ex-soldado do Exército da União que lutou na guerra civil americana). O filme se passa quatro anos após o fim da guerra civil em 1869. Depois de chegar em uma cidade sombria, encharcado de lama no sudoeste americano e arrastando um caixão atrás dele, Django é pego em uma guerra racial violenta entre um bando de bandidos mexicanos, liderados pelo general Hugo, e um clã de militantes racistas sob o comando do sádico major Jackson. Armado com uma mitrailleuse, Django passa a jogar os dois lados um contra o outro na busca de dinheiro e, em última análise, a vingança contra Jackson, o major que assassinou sua esposa anos antes.

## Django Unchained
Django Unchained é um filme lançado em 2012, dirigido por Quentin Tarantino, estrelado por Jamie Foxx como Django. A história se passa em 1858, três anos antes do início da Guerra Civil Americana. Foxx interpreta "Django Freeman", um ex-escravo que, junto com caçador de recompensas alemão Dr. Schultz (Christoph Waltz), viaja por todo o Sul e o Velho Oeste americano em busca de sua esposa Broomhilda. Django passa o tempo como um caçador de recompensas como Schultz, enquanto busca de sua esposa, de quem estava separado. Ele finalmente descobre que o proprietário de sua esposa é Calvin Candie (Leonardo DiCaprio), um dono de escravos do sul. O ator Franco Nero faz uma aparição.

## Filmes oficiais
- Django (1966, Sergio Corbucci)
- Django spara per primo (1966, Alberto De Martino)
- Pochi dollari per Django (1966, León Klimovsky)
- Dos mil dólares por Coyote (1966, León Klimovsky)
- Le due facce del dollaro (1967, Roberto Bianchi Montero)
- Bill il taciturno (1967, Massimo Pupillo)
- 10.000 dollari per un massacro (1967, Romolo Guerrieri)
- Preparati la bara! (1968, Ferdinando Baldi) - Um filme independente, mas pode ser visto como um prequel do original devido a detalhes da trama semelhantes
- Django il bastardo (1969, Sergio Garrone)
- Giù le mani... carogna (1970, Demofilo Fidani)
- Django sfida Sartana (1970, Pasquale Squitieri)
- Arrivano Django e Sartana... è la fine (1970, Demofilo Fidani)
- Una pistola per cento croci (1971, Carlo Croccolo)
- Anche per Django le carogne hanno un prezzo (1971, Luigi Batzella)
- W Django! (1972, Edoardo Mulargia)
- Django 2: il grande ritorno (1987, Nello Rossati) - A única sequela oficial, estrelando Franco Nero como Django
- Sukiyaki western Django (2007, Takashi Miike)
- Django Unchained (2012, Quentin Tarantino) -  Apesar de não ser um oficialmente prequel, Franco Nero participa do filme, embora não como Django, personagem interpretado por Jamie Foxx.
- A Million Ways to Die in the West (2014) – cameo

## Histórias em quadrinhos
Um personagem chamado Django foi publicado nas edições 3 e 4 da revista Johnny Pecos publicada no início da década de 1980 pela editora brasileira D-Arte, as histórias foram roteirizadas por Luís Meri e desenhos de Rodolfo Zalla.

Entre 2012 e 2013, a editora Vertigo, um selo adulto da DC Comics, publicou uma minissérie baseada em Django Unchained. Entre 2014 e 2015, a Vertigo e a Dynamite Entertainment publicaram um crossover com Zorro, escrito por Quentin Tarantino em parceria com Matt Wagner.. A Sony Pictures cogitou produzir um filme com os dois personagens.